# Ян Коммелін
Ян Коммелін (нід. Jan Commelin або нід. Jan Commelijn, або нід. Johannes Commelin, 23 квітня 629 — 19 січня 1692) — нідерландський ботанік.

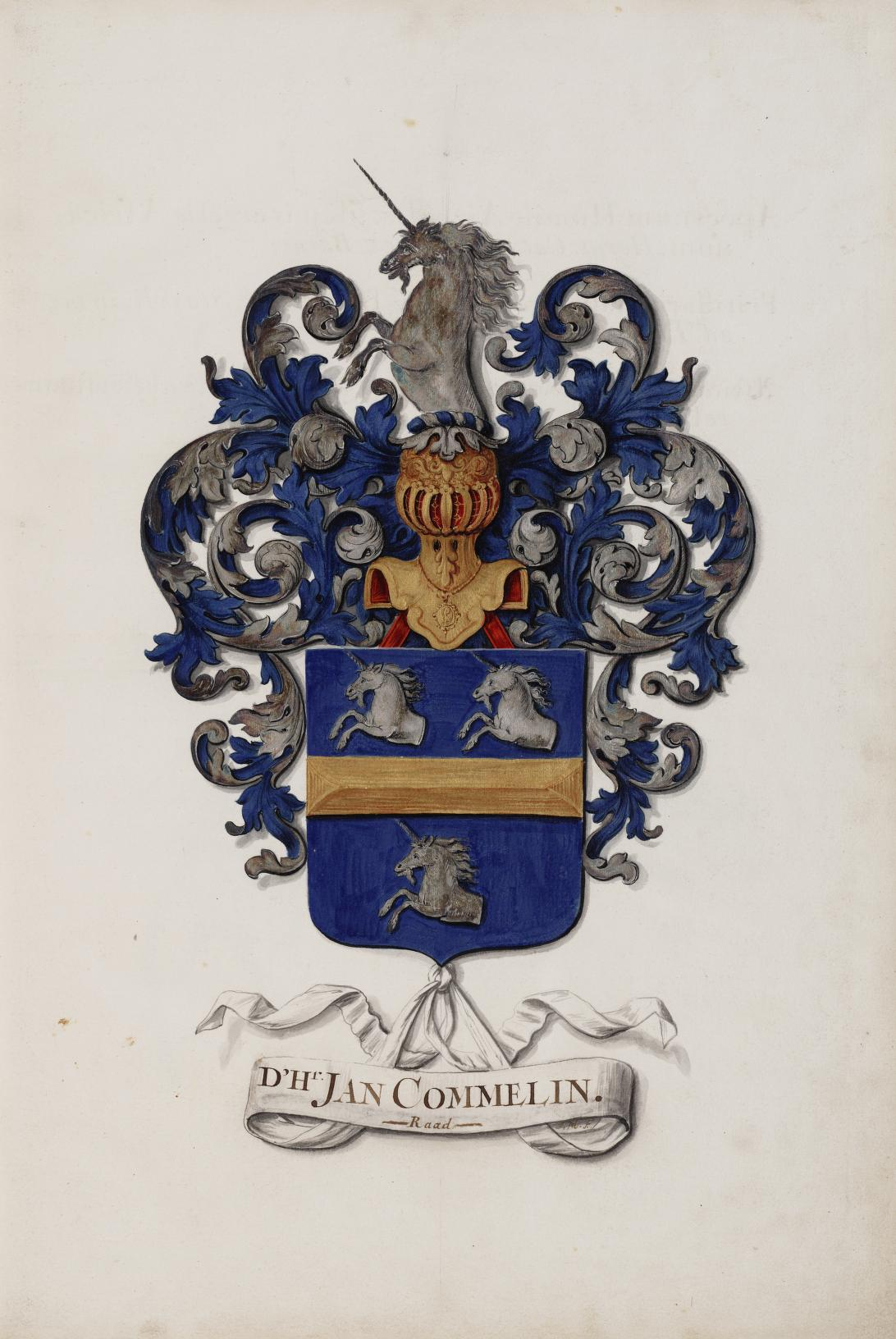
Герб Яна Коммеліна

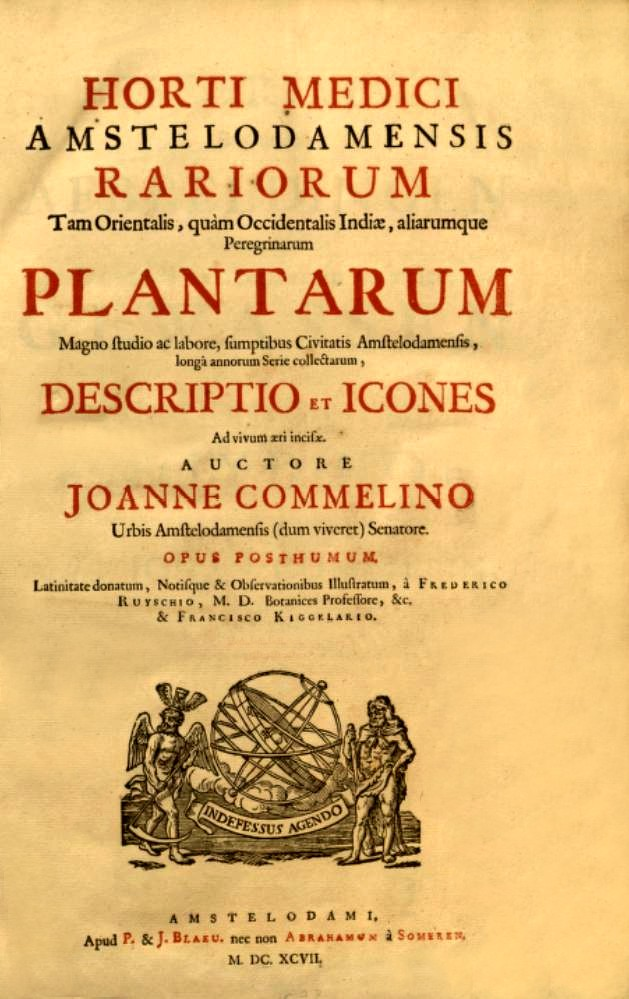
Обкладинка наукової праці Horti medici amstelodamensis rariorum (1697—1701)

## Біографія
Ян Коммелін народився у місті Лейден 23 квітня 1629 року. Він був дядьком нідерландського ботаніка Каспара Коммеліна.
Ян Коммелін став професором ботаніки, у той час коли було імпортовано багато рослин, зокрема з Цейлону. Як альдерман міста, разом із бургомістром Йоханом ван Маарзевеєном він заснував новий ботанічний сад, Hortus Medicus, який згодом став ботанічним садом Амстердама - Hortus Botanicus. Він вирощував екзотичні рослини на своїй фермі Zuyderhout біля Гарлема. Ян Коммелін накопичив маєток, продаючи трави та препарати для аптекарів та лікарень у Амстердамі та інших містах країни.
Ян Коммелін опублікував відому наукову працю Hortus Indicus Malabaricus: continens regni Malabarici apud Indos cereberrimi onmis generis plantas rariores, Latinas, Malabaricis, Arabicis, Brachmanum charactareibus hominibusque expressas … /adornatus per Henricum van Rheede, van Draakenstein, … et Johannem Casearium … ; notis adauxit, & commentariis illustravit Arnoldus Syen …. 
Його племінник Каспар Коммелін (1667-1734) став директором ботанічного саду Амстердама після Пітера Готтона. Каспар закінчив праці свого дядька і вони були опубліковані за допомогою Фредеріка Рюйша.
Ян Коммелін помер у Амстердамі 19 січня 1692 року.

## Наукові праці
- The Belgick, or Netherlandish hesperides: that is, the management, ordering, and use of the limon and orange trees, fitted to the nature and climate of the Netherlands /by S. Commelyn; made English by G.V.N. Publication info: London: Printed for J. Holford, Bookseller, … to be sold by Langley Curtis, 1683[10].
- Horti medici amstelodamensis rariorum tam Orientalis: quàm Occidentalis Indiæ, aliarumque peregrinarum plantarum, magno studio ac labore, sumptibus Civitatis amstelodamensis, longa annorum serie collectarum, descriptio et icones ad vivum æri incisæ /auctore Joanne Commelino. Opus posthumum, latinitate donatum, notisque & observationibus illustratum, à Frederico Ruyschio & Francisco Kiggelario. Publication info: Amstelodami: apud P. & J. Blaeu, nec non Abrahamum a Someren, 1697—1701[10].
- Hortus Indicus Malabaricus: continens regni Malabarici apud Indos cereberrimi onmis generis plantas rariores, Latinas, Malabaricis, Arabicis, Brachmanum charactareibus hominibusque expressas … /adornatus per Henricum van Rheede, van Draakenstein, … et Johannem Casearium … ; notis adauxit, & commentariis illustravit Arnoldus Syen … Publication info: Amstelaedami: sumptibus Johannis van Someren, et Joannis van Dyck, 1678—1703[10].
- Nederlantze hesperides: dat is, Oeffening en gebruik van de limoen- en oranje-boomen: gestelt na den aardt, en climaat der Nederlanden /met kopere platen verçiert, door J. Commelyn. Publication info: Amsterdam: by Marcus Doornik, Boek-verkooper op den Vygen-dam, 1676[10].

## Вшанування
Шарль Плюм'є назвав на його честь рід рослин Commelina.